# Alex Close
Alex Close (Moignelée, 26 november 1921 – Ligny, 21 oktober 2008) was een Belgisch profwielrenner.

## Biografie
Close was professioneel wielrenner van 1949 tot 1959. Gedurende zijn carrière boekte hij 35 overwinningen. Hij was de zoon van een mijnwerker en werd op zijn 27e profwielrenner. Hij had een tenger figuur en blonk voornamelijk uit als ronderenner, met name in het hooggebergte. Tot zijn belangrijkste successen behoren overwinningen in het eindklassement van de Ronde van België (1955) en in die van het Critérium du Dauphiné Libéré (1956). 
Na zijn profcarrière richtte Close een eigen wielerbond voor veteranen op en organiseerde voor deze bond tot op oudere leeftijd jaarlijks verschillende wielerwedstrijden.

## Overwinningen en ereplaatsen
1949
- 3e in het eindklassement Ronde van België voor onafhankelijken
- 5e etappe Ronde van België voor onafhankelijken
- Eindklassement Omnium van de weg voor onafhankelijken

1950
- Eindklassement GP de Guelma
- 3e in het eindklassement Tour d'Afrique du Nord
- 3e in het eindklassement Ronde van Algerije

1951
- 1e etappe Ronde van Luxemburg

1952
- 3e etappe Ronde van Luxemburg
- 7e in het eindklassement Ronde van Frankrijk

1953
- 2e in de 3e etappe Ronde van België
- 5e etappe Ronde van België
- 2e in het eindklassement Ronde van Luxemburg
- 3e in de 4e etappe deel a Ronde van Luxemburg
- 3e in de 3e etappe Ronde van Frankrijk
- 4e in het eindklassement Ronde van Frankrijk

1954
- 2e in de 3e etappe Critérium du Dauphiné Libéré
- 4e etappe deel b Ronde van België

1955
- Eindklassement Ronde van België
- 1e etappe Dwars door Vlaanderen/Dwars door België
- 2e in de 3e etappe Ronde van België

1956
- 8e etappe Critérium du Dauphiné Libéré
- Eindklassement Criterium du Dauphiné Libéré
- 3e in Luik-Bastenaken-Luik

1957
- 1e in Brussel-Couvin
- 2e in de 4e etappe Criterium du Dauphiné Libéré

1958
- 3e in de 5e etappe Critérium du Dauphiné Libéré

## Resultaten in voornaamste wedstrijden
| Jaar | Ronde van Italië | Ronde van Frankrijk | Ronde van Spanje |
| ---- | ---------------- | ------------------- | ---------------- |
| 1950 |                  |                     |                  |
| 1951 |                  |                     |                  |
| 1952 | 13e              | 7e                  |                  |
| 1953 |                  | 4e                  |                  |
| 1954 |                  | 29e                 |                  |
| 1955 |                  | 9e                  |                  |
| 1956 |                  | 17e                 |                  |
| 1957 |                  | opgave              |                  |
| 1958 |                  |                     |                  |

| Jaar | Milaan-San Remo | Gent-Wevelgem | Ronde van Vlaanderen | Parijs-Roubaix | Luik-Bast.‑Luik | Waalse Pijl |  | Wereldranglijsten |
| ---- | --------------- | ------------- | -------------------- | -------------- | --------------- | ----------- |  | ----------------- |
| 1950 |                 |               |                      |                |                 |             |  |                   |
| 1951 |                 |               |                      |                | 14e             |             |  |                   |
| 1952 |                 |               |                      |                | 12e             | 15e         |  | 8e (CDC)          |
| 1953 |                 |               |                      |                | 30e             | 8e          |  | 10e (CDC)         |
| 1954 |                 | 12e           | 15e                  |                | 23e             | 16e         |  |                   |
| 1955 |                 |               |                      |                |                 | 23e         |  |                   |
| 1956 |                 |               | 11e                  |                | Brons           |             |  |                   |
| 1957 |                 | 43e           | 21e                  | 30e            |                 | 15e         |  |                   |
| 1958 | 103e            |               | 29e                  | 44e            | 17e             |             |  |                   |

## Ploegen
- 1949 – Automoto-Dunlop
- 1950 - Alcyon-Dunlop
- 1951 - Terrot-Wolber
- 1952 - Garin-Wolber en Stelle-Huret-Wolber
- 1953-1954 - Peugeot-Dunlop
- 1955 - Elve
- 1956 - Elve-Peugeot
- 1956 - Peugeot-PB